# Błogosławieństwo kapłańskie

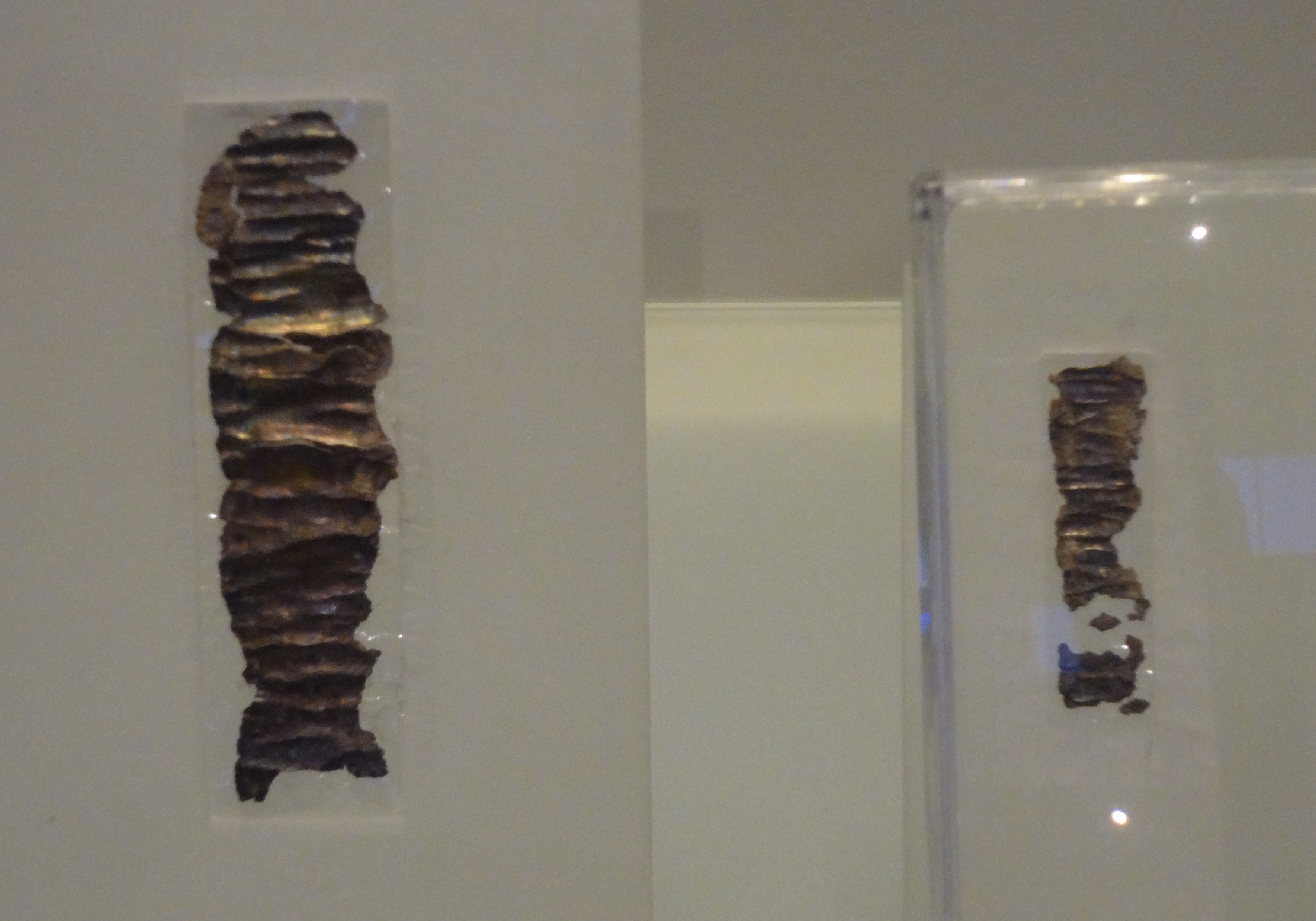
Dwa srebrne zwoje z Ketef Hinnom zawierające Błogosławieństwo kapłańskie, pochodzące z około 600 roku p.n.e.

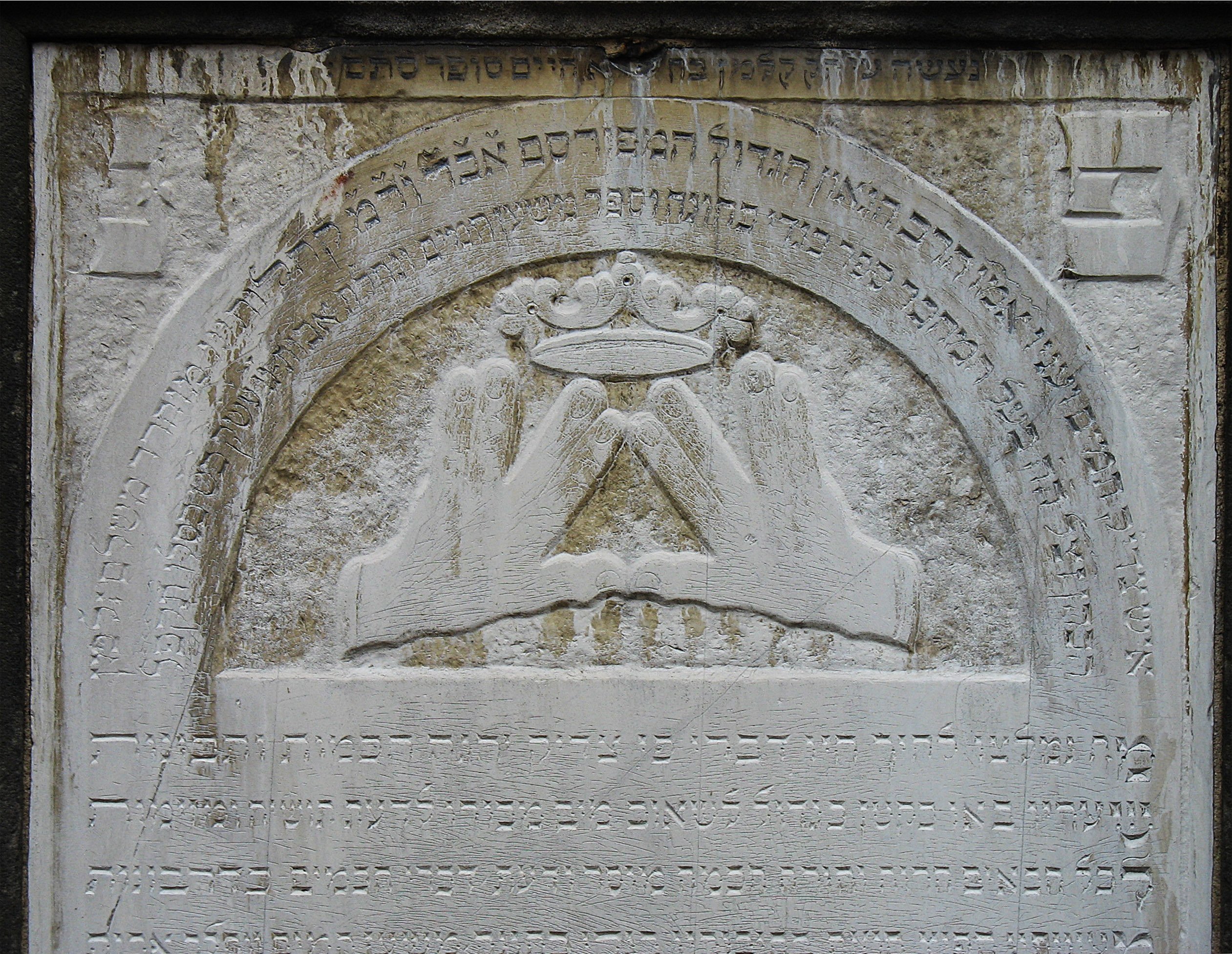
Gest błogosławieństwa przedstawiony na nagrobku rabina i kapłana Meschullama Kohna (1739-1819)

Błogosławieństwo kapłańskie (hebr. ברכת כהנים, birkat (ha-)kohanim) – tekst błogosławieństwa, który Mojżesz przekazał arcykapłanowi Aaronowi w celu pobłogosławienia ludu. Tekst ten został zanotowany w biblijnej Księdze Liczb 6:24-26.

## Treść Błogosławieństwa kapłańskiego
„24Niech cię Jahwe błogosławi i strzeże! 25Niech Jahwe rozjaśni nad tobą swe oblicze i niech będzie łaskawy dla ciebie! 26Niech Jahwe zwróci ku tobie swe oblicze i udzieli ci pokoju!” (Lb 6:24-26) Bp

W języku hebrajskim w Błogosławieństwo kapłańskie to zwięzła, trójczłonowa formuła, która jest stopniowo rozbudowywana. Pierwszy człon to 3
słowa, drugi – 5 słów, a trzeci człon zawiera 7 słów. Na pierwszy człon składa się 15 spółgłosek, na drugi – 20, a na trzeci 25. Dzięki tej formie formuła była łatwa do zapamiętywana i pięknie brzmiała w języku hebrajskim.

## Opis
W czasach Świątyni Jerozolimskiej Błogosławieństwo kapłańskie było wygłaszane przez arcykapłana co dzień rano. O tej samej porze błogosławieństwo było wypowiadane we wszystkich prowincjach. W czasie trwania Jom Kipur błogosławieństwo wygłaszano cztery razy: podczas szachrit, musaf, minchy i neili. Po zburzeniu Świątyni Jerozolimskiej w Palestynie było odmawiane jak dawniej – co dzień w trakcie modłów porannych oraz czterokrotnie w trakcie Jom Kipur. Natomiast w Babilonii było odmawiane rano oraz po południu a podczas Jom Kipur trzy razy: podczas szachrit, musaf i neili.
Przed wygłoszeniem Błogosławieństwa kapłańskiego kapłan zdejmował swoje obuwie. Następnie jeden z lewitów obmywał jego ręce. Wtedy zbliżał się do aron ha-kodesz i zwrócony w stronę modlących się, za chazzanem, wypowiadał błogosławieństwo. W tym czasie ręce miał podniesione do góry a palce rozstawione w specjalny sposób: rozstawiał je po dwa a dłonie stykały się kciukami. Ponieważ w trakcie błogosławienia ludu nie powinien patrzeć na swoje palce dlatego głowę i wyciągnięte ręce kapłan zakrywał tałesem. Również zgromadzeni wierni nie powinni patrzeć na palce, dlatego w tym czasie mieli spuszczać wzrok lub zakrywać głowę.
W Izraelu Błogosławieństwo kapłańskie jest wygłaszane co dzień, natomiast w diasporze tylko w dni świąteczne i podczas trwania Jamim Noraim.

## Ketef Hinnom
Za najstarszy zachowany cytat biblijny uważa się tekst 6:24-26 zapisany na srebrnych rolkach z Ketef Hinnom, zawierający Błogosławieństwo kapłańskie. Rolki te, oznaczone jako KH-1 i KH-2, służyły za amulety, były zwinięte jak zwoje i noszone na szyi. Pochodzą one z około 600 roku p.n.e. Zwoje te zostały znalezione w 1979 roku przez Gabriela Barkaya, profesora archeologii na Uniwersytecie Telawiwskim.